# Ruská Nová Ves
Ruská Nová Ves (maďarsky Sósújfalu) je obec na Slovensku v okrese Prešov. Žije zde přibližně 1 300 obyvatel. V roce 2010 zde žilo 1 099 obyvatel, rozloha katastrálního území činí 12,57 km².

## Osobnosti
- Jan Josef De Camellis (1641 Chios – 1706 Ruská Nová Ves), generální prokurátor řádu basiliánů, mukačevský řeckokatolický biskup, autor prvních rusínských učebnic[3]